# Glycosia puella
Glycosia puella är en skalbaggsart som beskrevs av Mohnike 1871. Glycosia puella ingår i släktet Glycosia och familjen Cetoniidae. Inga underarter finns listade i Catalogue of Life.